# Grab von Osmünde
Das Grab von Osmünde war ein Grab der frühbronzezeitlichen Aunjetitzer Kultur (2300 v. Chr.–1550 v. Chr.) bei Osmünde, einem Ortsteil der Gemeinde Kabelsketal im Saalekreis (Sachsen-Anhalt). Es wurde 1934 in bereits stark gestörtem Zustand entdeckt. Die erhaltenen Beigaben befinden sich heute im Landesmuseum für Vorgeschichte in Halle (Saale).

## Lage
Das Grab befand sich östlich von Osmünde, etwa an der Stelle, an der heute die Gottenzer Straße die A 14 überquert. Am gleichen Fundplatz wurden auch Artefakte aus dem Neolithikum, der Eisenzeit, der römischen Kaiserzeit und aus slawischer Zeit entdeckt. Es scheint sich bei dieser Stelle um einen möglicherweise seit dem Neolithikum bewohnten Siedlungsplatz gehandelt zu haben.
Etwa 2 km westlich lag der im 18. Jahrhundert abgetragene Aunjetitzer Grabhügel Hallberg. In der näheren Umgebung wurden die Reste weiterer frühbronzezeitlicher Grabhügel festgestellt. Hierzu gehören der Grabhügel von Dieskau, der 1979 in einer Notgrabung erforscht wurde, sowie der im 19. Jahrhundert abgetragene und 2010 wiederentdeckte Bornhöck bei Raßnitz. Außerdem wurden in der Umgebung zahlreiche bedeutende Hortfunde gemacht, bspw. südwestlich von Osmünde das Depot von Bennewitz.

## Beschreibung
Das Grab war bei seiner Auffindung nur noch zur Hälfte erhalten. Es konnten allerdings noch Beigaben geborgen werden. Hierbei handelte es sich um ein Randleistenbeil aus Bronze und zwei kleine Noppenringe aus Gold. Bei dem Beil waren noch Reste der Schäftungsumwicklung erhalten. Material und Anzahl der Beigaben belegen, dass der Bestattete eine gehobene soziale Stellung besessen hatte, jedoch deutlich unter den „Fürsten“ stand, die in den benachbarten Grabhügeln bestattet worden waren.